# Satoshi Yokoyama
Satoshi Yokoyama (født 4. februar 1980) er en tidligere japansk fodboldspiller.
Han har spillet for flere forskellige klubber i sin karriere, herunder Omiya Ardija og Shonan Bellmare.